# Man of the Forest (1933)
Man of the Forest is een Amerikaanse western uit 1933 onder regie van Henry Hathaway. Destijds werd de film in Nederland uitgebracht onder de titel De man van het woud.

## Verhaal
Clint Beasley wil het land van Jim Gayner inpikken en hij besluit zijn dochter Alice te schaken. Brett Dale krijgt lucht van het plan van Beasley en hij ontvoert haar zelf. Op het ogenblik dat Gayner zijn dochter komt redden, schiet Beasley hem neer en hij schuift de schuld in de schoenen van Dale.

## Rolverdeling
| Acteur            | Personage        |
| ----------------- | ---------------- |
| Randolph Scott    | Brett Dale       |
| Verna Hillie      | Alice Gayner     |
| Harry Carey       | Jim Gayner       |
| Noah Beery        | Clint Beasley    |
| Barton MacLane    | Mulvey           |
| Buster Crabbe     | Yegg             |
| Guinn Williams    | Big Boy          |
| Vince Barnett     | Little Casino    |
| Blanche Friderici | Peg Forney       |
| Tempe Pigott      | Vriendin van Peg |
| Tom Kennedy       | Sheriff Blake    |
| Frank McGlynn jr. | Pegg             |